# Сийсайд (град, Калифорния)
Сийсайд (на английски: Seaside) е град в окръг Монтерей, щата Калифорния, САЩ. Сийсайд е с население от 34 150 жители (по приблизителна оценка от 2017 г.) и обща площ от 23,2 km². Намира се на 10 m надморска височина. ЗИП кодовете му са 93955, а телефонният му код е 831.